# Ringo's Rotogravure
Ringo's Rotogravure é um álbum de Ringo Starr, lançado em 1976.
Dois anos após a publicação de Goodnight Vienna, Ringo Starr voltou a convidar um número de artistas para gravar seu novo álbum. Entre os artistas convidados incluiu Eric Clapton, Peter Frampton, Melissa Manchester, Dr. John, Paul McCartney e John Lennon, sendo a última sessão de gravação de Lennon antes do álbum duplo Double Fantasy. Além disso, George Harrison deu uma canção a Ringo, no entanto, devido a problemas com o lançamento do álbum Thirty Three & 1/3, não pode fazer parte das sessões de gravação.
Ringo's Rotogravure foi relançado em CD pela Atlantic Records em 1992.
| Críticas profissionais                                                      | Críticas profissionais |
| Avaliações da crítica                                                       | Avaliações da crítica  |
| Fonte                                                                       | Avaliação              |
| --------------------------------------------------------------------------- | ---------------------- |
| Allmusic                                                                    | [ 1 ]                  |
| Esta tabela precisa de ser acompanhada por texto em prosa. Consulte o guia. |                        |

## Faixas
1. "A Dose of Rock 'n' Roll" (Carl Groszmann) – 3:24
2. "Hey Baby" (Margaret Cobb/Bruce Channel) – 3:11
3. "Pure Gold" (Paul McCartney) – 3:14
4. "Cryin'" (Vini Poncia/Richard Starkey) – 3:18
5. "You Don't Know Me At All" (Dave Jordan) – 3:16
6. "Cookin' (In the Kitchen Of Love)" (John Lennon) – 3:41
7. "I'll Still Love You" (George Harrison) – 2:57
8. "This Be Called A Song" (Eric Clapton) – 3:14
9. "Las Brisas" (Nancy Andrews/Richard Starkey) – 3:33
10. "Lady Gaye" (Vini Poncia/Richard Starkey/Clifford T. Ward) – 2:57
11. "Spooky Weirdness" – 1:26